# Bernard Molitor
Bernard Molitor (Betzdorf, 22 ottobre 1755 – Fontainebleau, 17 novembre 1833) è stato un ebanista francese.

## Biografia

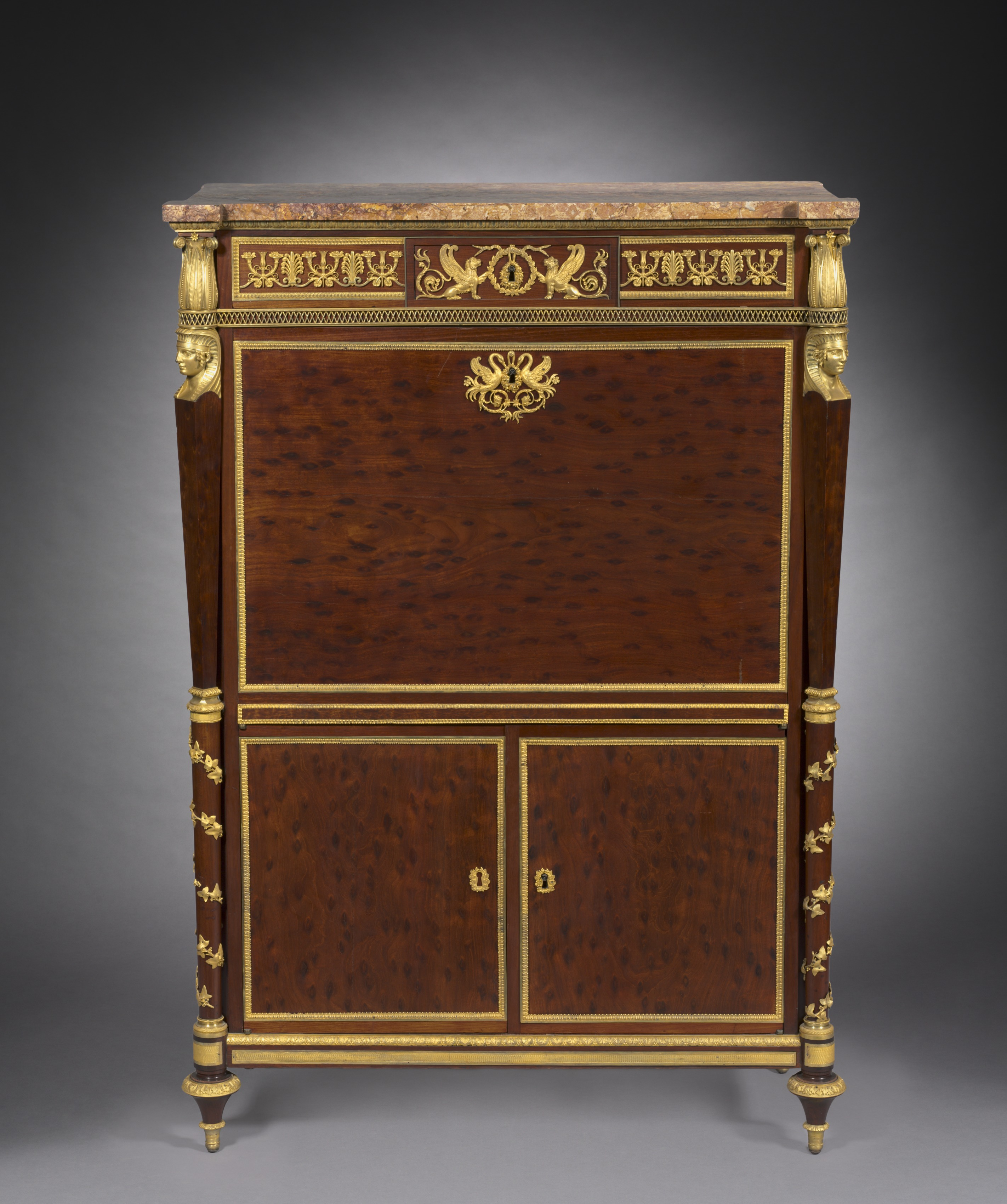
Secrétaire di Bernard Molitor, 1795, Cleveland Museum of Art

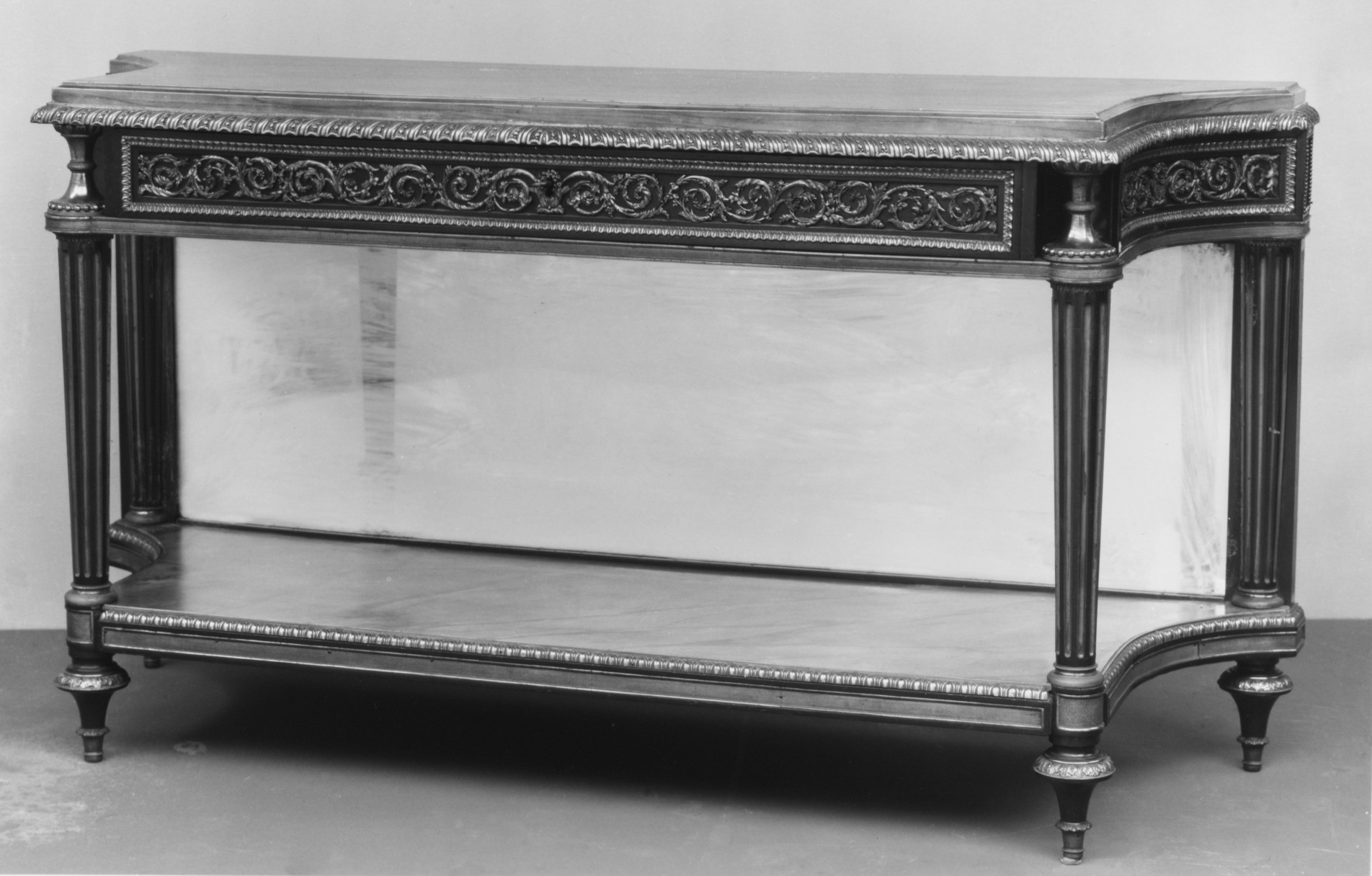
Tavolino di Bernard Molitor, 1785, Metropolitan Museum of Art

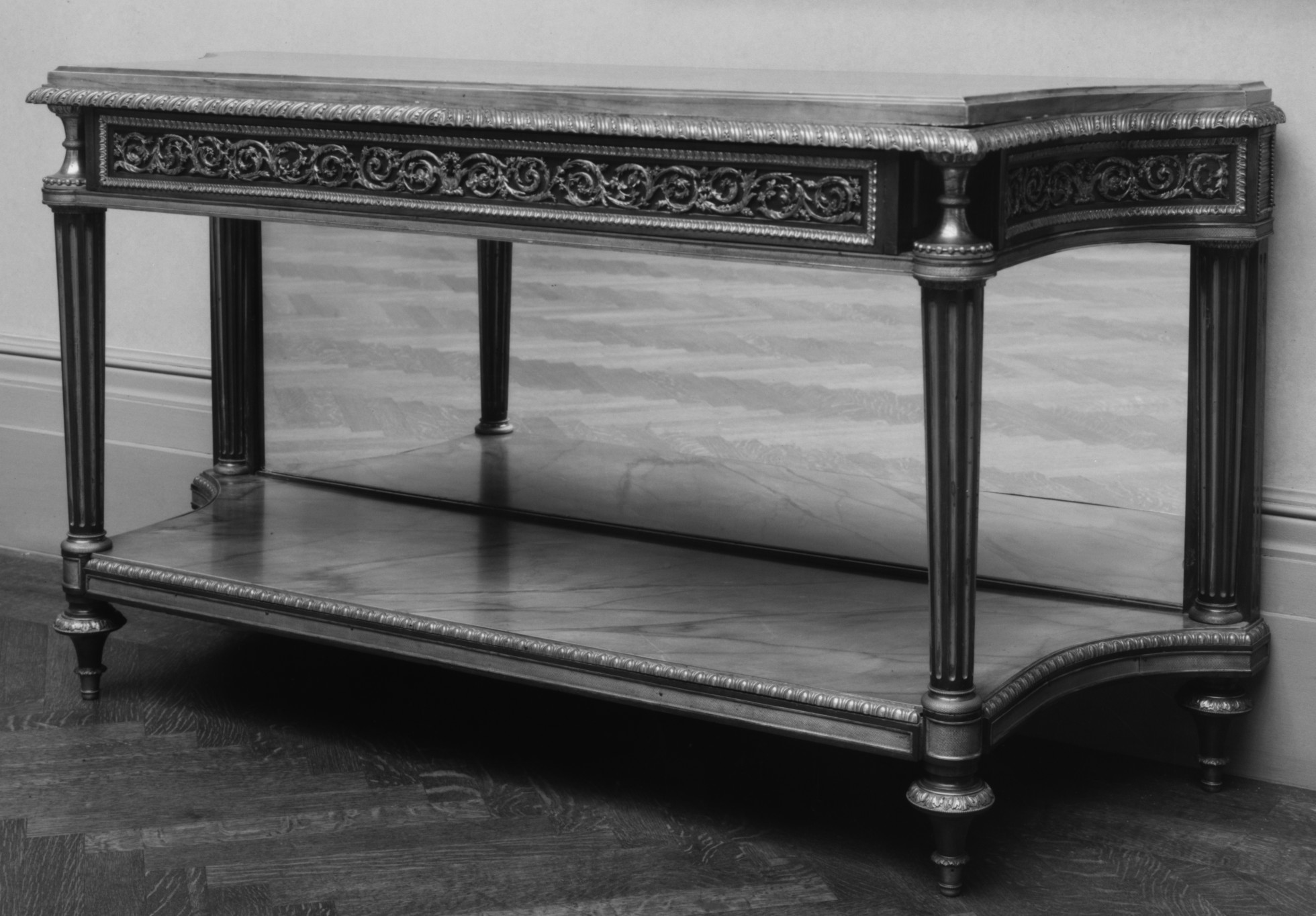
Tavolino di Bernard Molitor, 1785, Metropolitan Museum of Art

Bernard Molitor nacque a Betzdorf, in Lussemburgo il 22 ottobre 1755.
Fu un ebanista di successo sia prima sia dopo la Rivoluzione francese.
Si trasferì a Parigi dal Lussemburgo in età giovanile con suo cugino Michel e insieme aprirono un piccolo laboratorio e iniziò a lavorare dapprima nel commercio, vendendo nel 1778 un repellente per insetti e, sei anni dopo, uno "scaldamani ... fatti in forma di libri", da usare in qualunque luogo e occasione.
Molitor si avvicinò all'artigianato successivamente, intorno al 1787, dopo aver ottenuto il titolo di "maître ébéniste"; uno dei suoi primi lavori fu il pavimento in mogano per il boudoir della regina Maria Antonietta d'Asburgo-Lorena a Fontainebleau.
Dopo di che ricevette altri ordini dalla regina e dai membri dell'aristocrazia. Nonostante ai tempi della Rivoluzione dovette chiudere il suo laboratorio per un periodo di tempo, lo riaprì dopo con ancora maggior successo.
Molitor si dimostrò molto innovativo nella sua produzione, dalla fine del periodo "classichetto" Luigi XVI, si avvicinò allo stile Impero contribuendo al gusto del mobile del primo Ottocento, usando i suoi mobili raffinati, decorati con bronzi, foglie di edera avvolte attorno a colonne staccate e fregi stilizzati di palme o grifoni alati molto diffusi sotto l'Impero.Ignorò spesso la nuova stilistica ufficiale e solamente nel suo ultimo periodo creativo, quando ricevette un'ordinazione dal Garde-meuble impérial (1811), accolse pienamente i motivi decorativi ufficiali, realizzando per il Malmaison un gruppo di mobili che sono considerati il suo capolavoro.
Grazie anche alla collaborazione del suo staff, Molitor produsse una grande varietà di comodini, scrivanie e tavoli da pranzo, scrivanie, secrétaires e armadi, solitamente impiallacciati con mogano, satinwood o lacca giapponese e decorati con bronzi dorati finemente cesellati.
Nel giugno del 1788 Molitor sposò Elisabeth Fessard, figlia del falegname del re a Fontainebleau. Da questa unione nacque una figlia, Anne Julie che si sposò nel 1809.
Bernard Molitor morì a Fontainebleau il 17 novembre 1833.